# Drakonidy
Drakonidy (DRA) zwane też Giacobinidy – coroczny stały rój meteorów o aktywności między 6 października a 10 października i maksimum przypadającym na 8 października.
Ich radiant znajduje się w gwiazdozbiorze Smoka. Są pozostałością komety 21P/Giacobini-Zinner, ich wzmożoną aktywność obserwuje się w latach powrotu komety w okolice Słońca. Szczególnie „dały o sobie znać” w nocy z 9 na 10 października 1933 (350 meteorów na minutę) i 1946 roku (kilkaset na minutę). Zachodziło prawdopodobieństwo, że aktywność pojawi się w odstępach trzynastoletnich. Przeprowadzone obserwacje w październiku 1959 roku nie wykazały wzmożonej aktywności roju.